# Isabel Guialo
Isabel Evelize Wangimba Guialo (8 de abril de 1990) é uma handebolista angolana.
Filiação- Miranda Guialo e Domingas Guialo 

Clube actual- Clube Desportivo 1º D'Agosto (Angola)
PREMIOS INDIVIDUAIS
•Melhor Central do nacional realizado em Benguela no ano de 2013;
•Melhor marcadora da seleção nacional no Mundial da Servia em 2013, com 30 golos marcados, fazendo parte da lista das 37 melhores marcadoras da competição.
•Eleita MVP do campeonato nacional de seniores em 2017;
•MVP no mundial da Alemanha, no jogo contra a Romênia 2017;
•Diva do desporto angolano, Globos de Ouros 2017;
•Eleita a melhor Central de África em 2018;
•2º Melhor marcadora do Kisvárda (KKC - Kisvárdai Kézilabda Club), na liga Húngara com 102 golos, época 2018/2019;
•MVP do torneio da Romênia, com equipas do campeonato da Eslovénia, Romênia e Hungria 2018/2019.
•Presença no melhor 5 do campeonato nacional de 2019.
PREMIOS COLECTIVOS
•6 vezes campeã nacional.
•Campeã do mundial de clubes pelo primeiro Clube Desportivo 1º de Agosto.
•Campeã olímpica pelo primeiro Clube Desportivo 1º de Agosto.
•Campeã Africana pelo Clube Desportivo 1º de Agosto.

## Carreira
Isabel Guialo representou a Seleção Angolana de Handebol Feminino nos Jogos Olímpicos de Verão de 2016, que chegou as quartas-de-finais.